# Сажем
Сажем или SAGEM (фр. Société d’Applications Générales de l’Électricité et de la Mécanique) било је велико француско предузеће које се бавило производњом војних одбрамбених технологија, потрошачке електронике и комуникационих система.
Године 2005. Сажем се спојио са фирмом Снекма у заједничко предузеће под називом Шафран. У фокусу ове две компаније налазе се развој аеронаутике, одбрамбених система и безбедност. У области телекомуникације и мобилне телефоније постоје два засебна предузећа: Сажемком и Мобивајер.

## Историја
Сажем је 1925. године у Паризу основао Марсел Моме. Када је имао 25 година формирао је Друштво за општу примену електричне енергије и Механике, компанију специјализовану за област механике. У почетку су се бавили производњом различитих врста производа као што су електричне компоненте, опрема за електро дистрибуцију, камере, пројектори и војна опрема.
На захтев Министарства одбране Француске Сажем је 1924. године развио нови комуникациони систем: телекс штампач. Овај корак означиће дефинитивно преорјентисање компаније на области телекомуникација. Сажему је 1961. године додељен задатак да развије Инерцијални Навигациони Систем за прве француске балистичке ракете, као и оптичке и навигационе системе првих балистичких ракета за француске подморнице.
Током 1990-их и 80их година, Сажем се веома агресивно пробио на тржишту телекомуникација и потрошачке електронике. Сажемов огранак за војне технологије био је задужен за унапређење електронских система Француских авиона Мираж који су били продати пакистанским ваздушним снагама.
Сажем је свој рад усмерио у два правца:
- Комуникациона област (Сажем је на другом месту међу француским провајдерима телекомуникационе опреме)
- Одбрамбена и безбедносна индустрија (Сажем Одбрана и Безбедност) која обухвата три области:
  - Оптроника и одбрана (ласери, инфра ред и светлосно осетљиве камере, перископи, хидростабилне коморе, криптографија, беспилотне летелице)
  - Авионика (инерциална навигација, цивилна и војна авионика, системи за вођење и циљање)
  - Електроника (електроника, софтвер, штампане плоче, управљачке јединице)

Од 2005. године Сажем (SAGEM) и Снекма (SNECMA) су се спојили у заједничку фирму Шафран (SAFRAN). Сажем је 2007. године у Индији лансирао марку мобилних телефона под комерцијалним називом Блеу. Током 2008. године САЖЕМ Група се окренула од својих комуникационих и мобилних делатности (познатији као: Сажем Мобил) како би се усредсредила на своје првобитне делатности. Сажем Секјурити (Sagem Sécurité) је фузионисан заједно са француском фирмом за електронику Ингенцио (Ingenico). У ширим круговима познат је под називом САЖЕМ Комуникације. У пословима мобилне телефоније ради под називом САЖЕМ Вајрлес (Sagem Wireless). У обласи идентификације, биометрије и транспортног саобраћаја задужено је предузеће Шафран Морфо (Safran Morpho). Огранак за одбрамбену индустрију послује под новим именом Шафран Сажем (Safran Sagem).

## Производи
- САЖЕМ Сигма 30